# Trần Lâm (luật sư)
Trần Lâm tức Trịnh Đình Trang (1925-13.11.2014) là thẩm phán Tòa án Nhân dân Tối cao, và là luật sư nhân quyền.

## Tiểu sử
Ông sinh ngày 10 tháng 6 năm 1925 tại Nho Quan, Ninh Bình. Ông Lâm hoạt động trong Đảng Cộng sản Việt Nam từ trước năm 1954, làm Ủy viên trong ban Tuyên huấn tỉnh bộ Lạng Sơn. Sang thập niên 1950 Trần Lâm là Trưởng ty Thông tin - Tuyên truyền của Hải Phòng và Hồng Quảng.
Từ năm 1962, ông được bổ nhiệm làm giảng sư chính trị trung cao cấp chính ngạch.
Vào thời kỳ Đổi Mới ông theo Hoàng Minh Chính tham gia phục hoạt Đảng Dân chủ Việt Nam cho dù chính quyền Hà Nội không công nhận đây là một chính đảng và cũng không cho đảng này hoạt động.
Mặc dù đã tham chính nhiều thập niên trong chính quyền nước Việt Nam Dân chủ Cộng hòa và Cộng hòa Xã hội Chủ nghĩa Việt Nam trong những chức vụ lớn, Trần Lâm sau lại chỉ trích đường lối của Nhà nước và Đảng Cộng sản. Ông cho rằng cần phải chuyển sang thể chế đa nguyên đa đảng vì cải tổ Đảng Cộng sản chỉ là ảo tưởng. Theo ông:
| “ | Hiện nay Đảng ta ở Việt Nam là một chế độ toàn trị, phải dứt khoát như thế chứ không nói rằng nó là một chế độ dân chủ được... | ” |

Theo tiến sĩ Nguyễn Thanh Giang, năm 1996 "cụ Trần Lâm là một trong hai luật sư dám đứng ra đầu tiên cãi cho các người tù nhân lương tâm... cãi cho Lê Hồng Hà và Hà Sỹ Phu..."
Ông mất tại Hải Phòng.

## Đám tang
Một số khách đến viếng đám tang của nguyên Thẩm phán Tòa án Nhân dân Tối cao tại nhà Tang lễ của hải quân ở thành phố Hải Phòng đã bị 'giật ruy băng' cài trên vòng hoa viếng. Xe chở tiến sĩ Nguyễn Thanh Giang, và luật sư Lê Thị Công Nhân lúc ra về đã bị nhiều xe đuổi theo. Một người trong 1 chiếc xe đã ném đá làm xe họ bể cả kính hậu, đá từ một xe khác may mắn là chỉ rơi vào thùng làm móp xe.

## Nhận xét
- Giáo sư Huệ Chi, đồng sáng lập viên trang Bauxite Việt Nam nói trong ngày ông mất:

| “ | "Luật sư Trần Lâm là một nhân cách lớn, một nhà yêu nước lớn, ông không chỉ là một người phản tỉnh, một nhà đổi mới mà còn từ rất sớm đã gióng lên hồi chuông chỉ ra rằng nếu không sớm đa nguyên, đa đảng, đất nước sẽ tiếp tục đi xuống và thất bại." | ” |

- Tiến sĩ Nguyễn Thanh Giang nói với đài BBC trong ngày đưa đám luật sư:

| “ | ""Luật sư Trần Lâm là một người rất đáng kính trọng, vì ông đã là người tham gia hoạt động cách mạng từ trước Cách mạng, ông đã từng đi giảng dạy Chủ nghĩa Mác - Lênin, rồi ông làm Tòa án nhân dân tối cao, nhưng mà ông đã sớm nhận thức ra sai lầm của Chủ nghĩa Mác - Lênin và suy thoái của Đảng Cộng sản." | ” |